# Cal Rei (Corbera de Llobregat)
Cal Rei és una obra de Corbera de Llobregat (Baix Llobregat) inclosa a l'Inventari del Patrimoni Arquitectònic de Catalunya.

## Descripció
Casa d'habitatge, amb un annex a la dreta i eixida al jardí al mateix costat. Conserva l'aspecte rústic de les velles cases de Corbera, així com l'aïllament del veïnatge proper.

## Història
No apareix data de construcció, però probablement es va fer a mitjans del segle xviii.